# Ninox strenua
Ninox strenua е вид птица от семейство Совови (Strigidae). Видът е незастрашен от изчезване.

## Разпространение
Разпространен е в Австралия.